# Lipotriches shanganiensis
Lipotriches shanganiensis är en biart som först beskrevs av Cockerell 1935.  Lipotriches shanganiensis ingår i släktet Lipotriches och familjen vägbin. Inga underarter finns listade i Catalogue of Life.